# 向井ゆうき
向井 ゆうき（むかい ゆうき、1987年7月20日 - ）は、日本のAV女優。
東京都出身。身長：153cm、スリーサイズ：B88・W56・H83。

## 略歴
- 2009年1月にデビューしたギャル系のAV女優である。

## 作品

### アダルトビデオ
2009年
- ハンパじゃない愛液 kira☆kiraデビュー（1月19日、kira☆kira）
- WATER POLE 68（2月11日、プレステージ）
- 素人age嬢レズ（2月13日、Up'S）
- 放課後わりきりバイト 04（2月20日、S級素人）
- HOT TOGETHER！！ 05（2月20日、プレステージ）
- ザ・ギャルナン 08（3月19日、グローリークエスト）
- 2009年度 SOD新入社員 華の新卒4人組の初体験（3月19日、SODクリエイト）※「南優子」名義
- 私立IP女学院 4 （4月1日、アイデアポケット）
- 現役女子大生SEX白書 CAMPUS GIRL COLLECTION 02（4月13日、EROS HEARTS）
- もしもHな事ができちゃう携帯電話をゲットできたら… 女子校教師 いたずら編（4月24日、BAZOOKA）
- 全員Fカップ以上！‘絶対ヤラれる’巨乳ギャルだらけのガールズバー!!（5月7日、GARCON）
- kira☆kiraフェラチオ学園祭 Vol.4（5月19日、kira☆kira）オムニバス作品
- FELLATIO FESTIVAL 13（6月1日、アイデアポケット）オムニバス作品
- 都内 制服売春 05 ゆうき（8月1日、カルマ）
- 恋【ren-ya】夜 ～第十四章～（9月1日、プレステージ）
- kira☆kira SPECIAL LIP ギャル・de・リゾート ～巷で噂のセクハラマッサージ～（9月19日、kira☆kira）
- ふたなり同級生物語（9月20日、イマージュ）

2010年
- ぎゃるまんナンパ ハメMAX Vol.7 （1月7日、GARCON）オムニバス作品
- kira☆kira 3周年特別企画 巨乳9GALSリゾート☆乱交（1月19日、kira☆kira）
- 接吻テロリスト 路上で起きる濃厚なクチビル交尾（2月18日、ディープス）
- 爆乳無料案内所 4 年齢詐称少女ゆうタンの援交一週間（2月19日、CHERRIES）
- hot chocolate 33（2月19日、デジタルアーク）
- 素人コギャルHEAVEN 4時間 NEO 16 （3月26日、おかず。）オムニバス作品
- Sanctuary -Yuiki Mukai-（4月24日、デジタルアーク）

2011年
- Exotic Diamonds Vanilla Perfume Love Mix*5（8月25日、デジタルアーク）